# Краснобаев, Юрий Петрович
Ю́рий Петро́вич Красноба́ев (род. 1962, Смуравьёво-2, Гдовский район, Псковская область, СССР) — советский и российский учёный-арахнолог, кандидат биологических наук, до июня 2021 года являлся директором Жигулёвского заповедника им. И. Спрыгина.

## Биография
В 1984 году окончил Куйбышевский государственный университет по специальности «биолог, преподаватель биологии и химии». Работал учителем химии и биологии в средней школе села Богдановка в Кинельском районе Куйбышевской области, после чего был призван в ряды Советской Армии.
После демобилизации в 1986 году устроился на работу старшим лаборантом в Жигулёвский заповедник. В 1993 году был переведён на должность научного сотрудника заповедника — энтомолога. С 1996 года — заместитель директора по общим вопросам.
С 2000 года — директор Жигулёвского заповедника. Под руководством Краснобаева Жигулёвский заповедник стабильно входит в десятку лучших заповедников России по итогам научно-исследовательской и эколого-просветительской деятельности. Заповедник является неоднократным победителем регионального конкурса «ЭкоЛидер». Юрий Петрович был инициатором и участником создания Средне-Волжского комплексного биосферного резервата, благодаря чему Жигулевский заповедник и национальный парк «Самарская Лука» были включены в реализацию программы ЮНЕСКО «Человек и биосфера».
Женат, супруга Татьяна Петровна — научный сотрудник Жигулёвского заповедника, двое детей Алексей и Анастасия.

## Педагогическая деятельность
С 2002 года Юрий Краснобаев преподаёт на экологическом факультете Волжского университета им. В. Н. Татищева. Читает курсы по дисциплинам «Теория и практика заповедного дела» и «Зоология беспозвоночных». С 2007 года также ведёт полевую практику по зоологии позвоночных для студентов биологического факультета Самарского государственного университета.

## Общественная деятельность
Активно занимается общественной деятельностью. Краснобаев является членом различных рабочих групп при Департаменте развития туризма министерства спорта, туризма и молодежной политики Самарской области, членом экологического совета при Министерстве лесного хозяйства, охраны окружающей среды и природопользования Самарской области, а также членом Общественного совета по стратегическому планированию при городской Думе Тольятти.
Председатель совета общественной организации «Фонд поддержки Жигулевского заповедника».

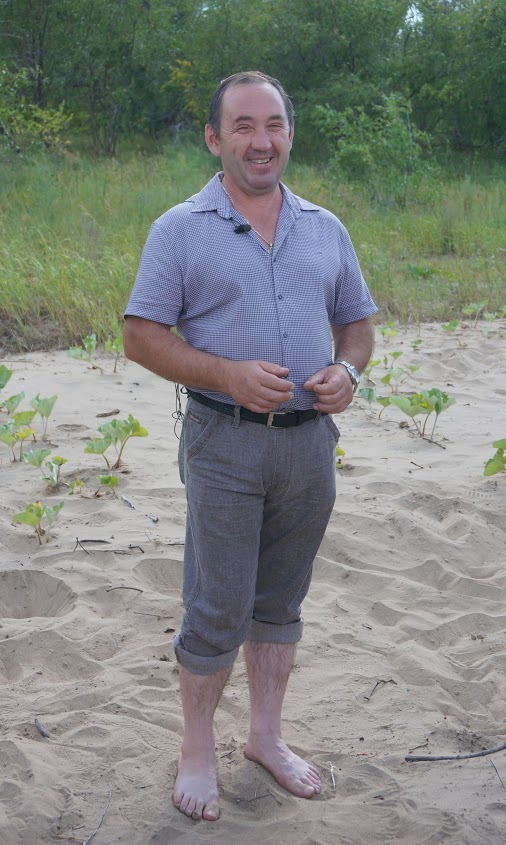
Юрий Краснобаев на заповедном волжском острове Серёдыш

## Награды и премии
Награждён ведомственным знаком «За заслуги в заповедном деле» (2007).
В 2000 году стал лауреатом Самарской губернской премии в области науки и техники за выпуск 10 томов бюллетеня Самарская Лука (совместно с С. В. Саксоновым и С. А. Сачковым)
Также награждён почётными грамотами губернатора Самарской области (2002), министерства природных ресурсов и экологии Российской Федерации (2002), дипломом Самарской губернской Думы (2007).
В честь Юрия Петровича названы два вида насекомых: Cortodera villosa krasnobaevi Danilevsky и Pterostichus (Petrophilus) uralensis krasnobaevi.

## Научная деятельность
Является автором более 130 научных трудов. Специализируется на изучении пауков. Несколько раз издавал каталог пауков Среднего Поволжья. Является соавтором ряда статей из Красной книги Самарской области.
В 2000 году защитил кандидатскую диссертацию на тему «Экологические особенности формирования структуры аранеокомплексов в наземных экосистемах Самарской Луки»

### Частичная библиография
- Краснобаев Ю. П. Состояние изученности энтомофауны Жигулевских гор // Самарская Лука: Бюллетень. — 1991. — № 2. — С. 109—120.
- Краснобаев Ю. П. Пауки каменистых степей Жигулевского заповедника // Труды Зоологического института, Том 226. Фауна и экология пауков, скорпионов и ложноскорпионов СССР — 1990. — С. 83—90.
- Краснобаев Ю. А., Дюжаева И. В., Любвина И. В., Ануфриев Г. А. Фауна беспозвоночных Жигулей // Самарская Лука: Бюллетень. — 1991. — № 2. — С. 141—175.
- Краснобаев Ю. П., 1999. К познанию фауны пауков (Aranei) Ульяновской области // Естественно-научные исследования в Симбирско-Ульяновском крае на рубеже веков. Ульяновск. С. 84-90.
- Краснобаев Ю. П., 2004. Каталог пауков (Aranei) Среднего Поволжья. Самара. 213 с.
- Краснобаев Ю. П., Матвеев В. А. Каталог пауков Среднего Поволжья. — Самара: Жигулевский государственный природный заповедник, 1993. — 73 с.
- Krasnobaev Yu. P. New spider records from the middle reaches of the River Volga (Arachnidae: Aranei) // Arthropoda Selecta. — 2002. — Т. 11, № 3. — С. 239-246. — ISSN 0136-006X.
- С. А. Сачков, Ю. П. Краснобаев. Беспозвоночные Самарской области : Справочник. — Самара: Самарский государственный университет., 1998. — 82 с.
- Сачков С.А., Краснобаев Ю.П. Беспозвоночные Самарской области: Справочник. — 2-е изд. — Тольятти: ВУиТ, 2002. — 72 с.
- Краснобаев Ю. П., Исаев А. Ю., Любвина И. В., Гусаров В. И., Тилли А. С. Фауна беспозвоночных Жигулей // Самарская Лука. Бюллетень. 1992. Вып. 3. С. 113—135.
- Краснобаев Ю.П, Антропов А. В., Любвина И.В, Забелин С. И.; Фауна беспозвоночных Жигулей. V. Отряд Hymenoptera (Insecta) // Самарская Лука. Бюллетень. Самара, 1995. № 6-95. С. 123—144.
- Саксонов С. В., Краснобаев Ю. П., Вехник В. П. Естествоиспытатели Самарской Луки: геологи, географы, почвоведы, ботаники, зоологи // Самарский край в истории России. Самара, 2001. С. 20-26